# Dudchany
Dudchany (en ucraniano: Дудчани , en ruso: Дудчаны) es un pueblo en el raión de Berislavski, Óblast de Jersón, Ucrania. Se encuentra en el margen derecho del Dniéper, que está represado aquí como el embalse de Kajovka. Dudchany pertenece a la villa rural Mylove, uno de los municipios de Ucrania.

## Descripción
Hasta el 18 de julio de 2020, Dudchany pertenecía al Raión de Novovorontsovka . El raion se abolió en julio de 2020 como parte de la reforma administrativa de Ucrania, que redujo el número de raiones del óblast Jersón a cinco. El área del raión de Novovorontsovka se fusionó con el raión de Beryslav .
Al comienzo de la invasión rusa de Ucrania en 2022, Dudchany fue ocupada por las tropas rusas.
El 4 de octubre de 2022 tropas ucranianas recuperaron Dudchany en el marco de una contraofensiva del ejército ucraniano en el Óblast de Jersón